# Naidăș (gmina)
Naidăș – gmina w Rumunii, w okręgu Caraș-Severin, niedaleko od granicy z Serbią. W jej skład wchodzą miejscowości Naidăș i Lescovița. W 2011 roku liczyła 1139 mieszkańców.